# Дуб заводу медичних меблів (Охтирка)
Дуб заво́ду меди́чних ме́блів — ботанічна пам'ятка природи місцевого значення в Україні. Розташована в центральній частині міста Охтирка Сумська область, на вулиці Сумській, 8 (територія колишнього Охтирського меблевого заводу, на за 30 м від  прохідної). 

## Опис
Площа 0,04 га. Статус надано 10.12.1990 року. Перебуває у віданні: ТОВ Інженерно-технічний центр «Нові технології». 
Охороняється унікальний віковий екземпляр дуба звичайного. Вік дерева понад 300 років, висота — 29 м, обхват на висоті 1,3 м — 3,95 м.